# Hannah Fry
Hannah Fry (Harlow, 21 de febrero de 1984) es una matemática, escritora y presentadora británica. Es profesora de Comprensión Pública de las Matemáticas en la Universidad de Cambridge, miembro del Queens' College de Cambridge y presidenta del Instituto de Matemáticas y sus Aplicaciones. Anteriormente fue profesora en elUniversity College de Londres.
Su trabajo ha incluido estudios de patrones de comportamiento humano, como las relaciones interpersonales y el noviazgo, y cómo las matemáticas pueden aplicarse a ellas, las matemáticas detrás de las pandemia s y explicaciones científicas de los electrodomésticos modernos. Se ha centrado especialmente en ayudar al público a mejorar sus habilidades matemáticas. Fry dio las Conferencias de Navidad de la Royal Institution en 2019 y ha presentado varios programas de televisión y radio para la BBC, incluido The Secret Genius of Modern Life.

## Primeros años y educación
Hannah Fry nació en Essex, Inglaterra, el 21 de febrero de 1984, la del medio de tres hermanas, y se crio en Hoddesdon y Ware, Hertfordshire. Ella es de ascendencia inglesa e irlandesa: su padre era un trabajador de una fábrica inglesa que fabricaba elevadores hidráulicos para camiones y su madre se quedaba en casa. Un verano, cuando tenía unos 11 años, su madre le hizo resolver una página de problemas en un libro de texto de matemáticas cada día de las vacaciones de verano, lo que la puso por delante de sus compañeros de estudios en el siguiente año escolar.  Asistió a la Escuela Presdales en Ware, donde un profesor la inspiró a estudiar matemáticas. Se graduó en el University College de Londres (UCL) con una licenciatura en matemáticas. En 2011, completó su tesis bajo la supervisión de Frank T. Smith y obtuvo un doctorado de la UCL por su investigación sobre fluidodinámica y las ecuaciones de Navier-Stokes.

## Carrera e investigación

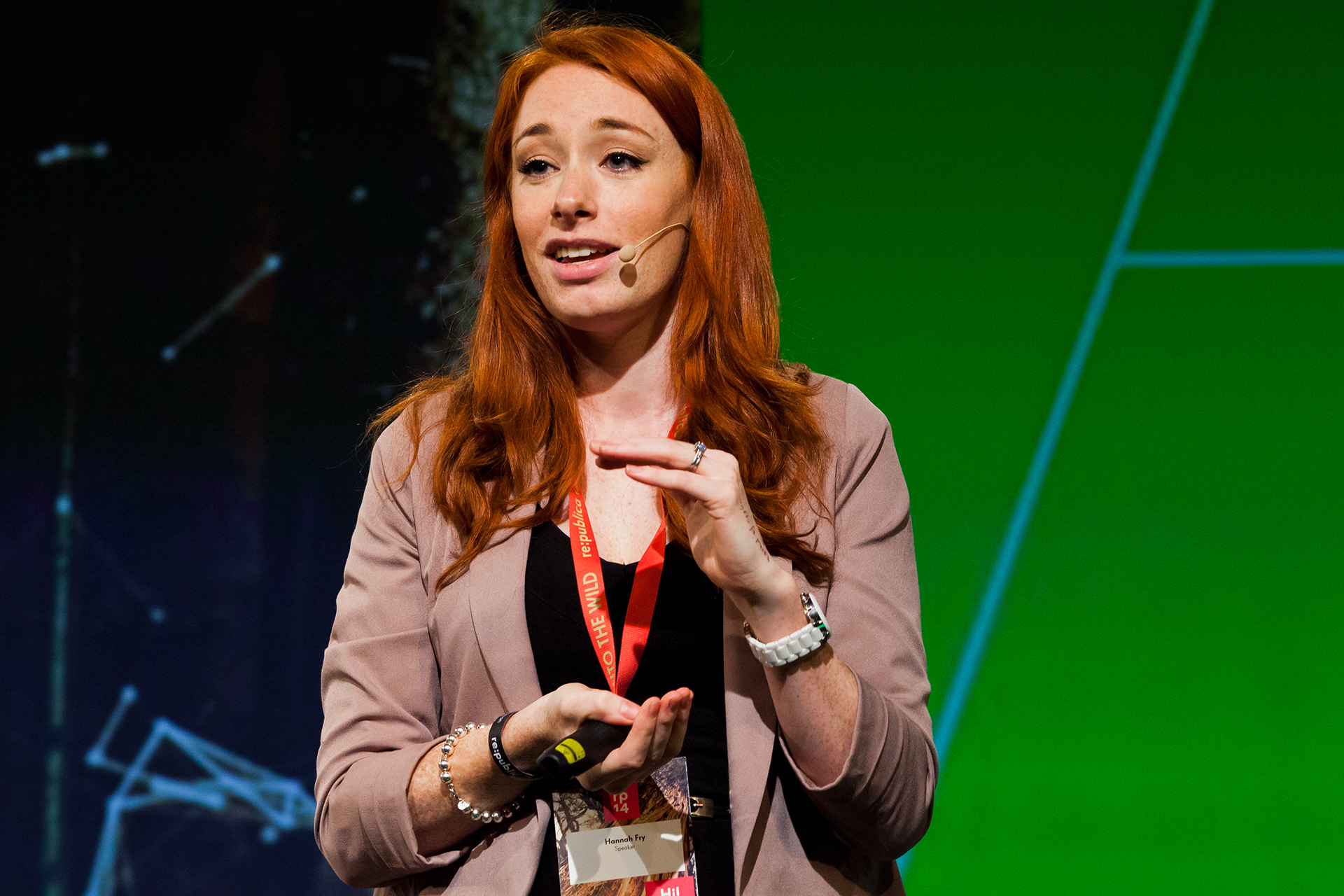
Fry en la conferencia re:publica en 2014.

Fry fue nombrada profesora en el University College de Londres en 2012, trabajando en el Centro de Análisis Espacial Avanzado de la UCL. Posteriormente fue nombrada profesora titular y luego profesora de Matemáticas de las Ciudades. En septiembre de 2022, fue elegida miembro de la Real Academia de Ingeniería. En 2024, asumió la presidencia del Instituto de Matemáticas y sus Aplicaciones. Se unió a la Facultad de Matemáticas de la Universidad de Cambridge en enero de 2025 como la primera profesora de Comprensión Pública de las Matemáticas de la universidad.
Fry ha intentado acabar con el estereotipo de que las matemáticas son «aburridas» y no vale la pena estudiarlas. Aunque reconoce que el tema es difícil, cree que es posible plantearlo de una manera tal que la gente pueda identificarse con él.

### Radio y televisión

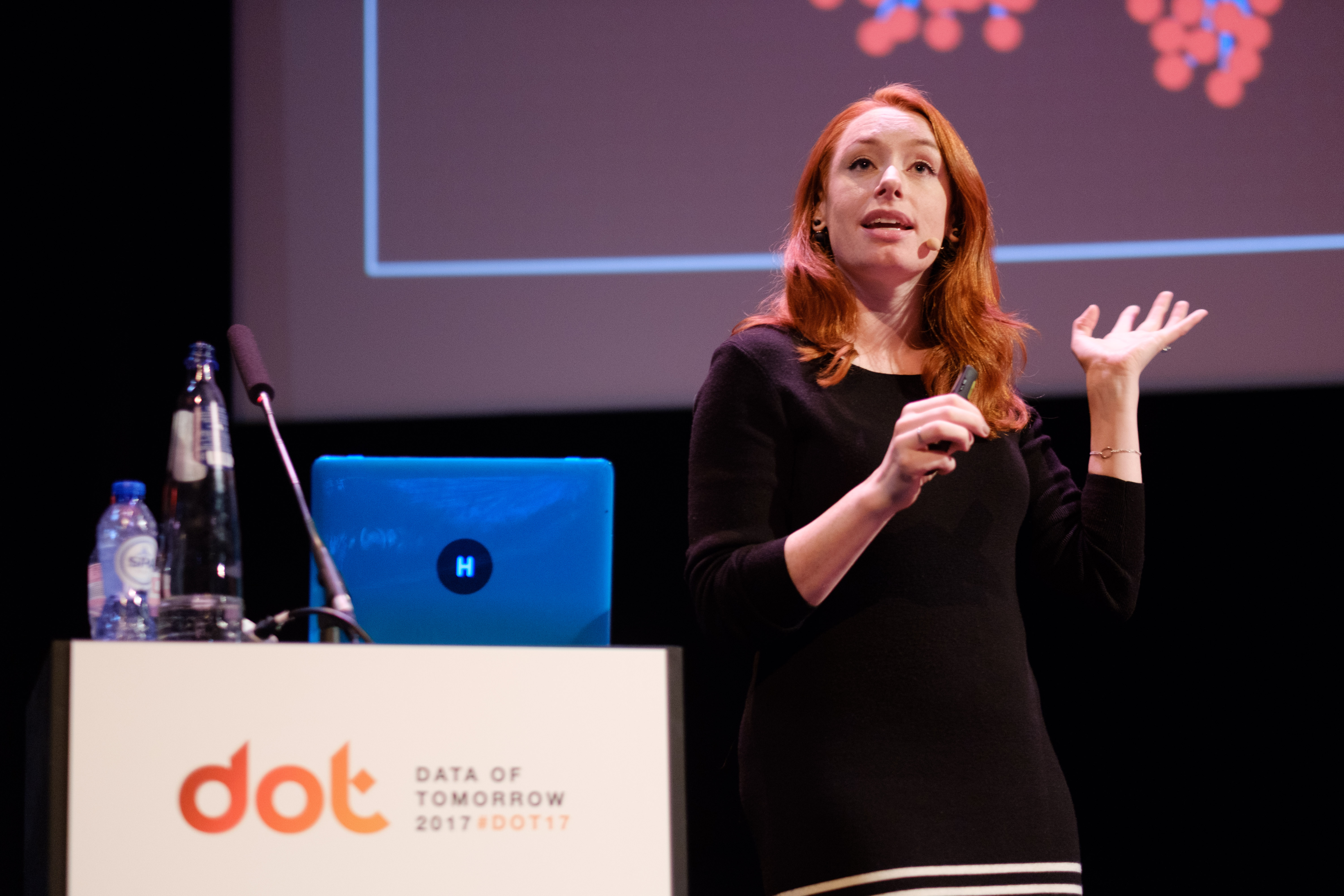
Fry en la conferencia Data of Tomorrow en 2017.

Fry comenzó a realizar comedia stand up en 2015, lo que le llevó a dar una charla TED y a trabajar en televisión. Desde entonces, ha aparecido regularmente en los principales medios de comunicación del Reino Unido, incluidas apariciones regulares en The Curious Cases of Rutherford & Fry, con Adam Rutherford, en BBC Radio 4. A partir de la temporada 22, en septiembre de 2024, Dara Ó Briain reemplazó a Rutherford como copresentadora de Curious Cases.
En 2015, presentó una biografía cinematográfica en BBC Four de la pionera de la informática Ada Lovelace. Al año siguiente, copresentó Trainspotting Live con Peter Snow, una serie de tres partes sobre trenes y trainspotting, para el mismo canal. En la serie de BBC Two City in the Sky, Fry estudió la logística de la aviación. Presentó The Joy of Data en BBC Four, que examina la historia y el impacto humano de los datos. Otro mérito de 2016 fue copresentar un episodio de la serie Horizon de BBC Two con el Dr. Xand van Tulleken, titulado How to Find Love Online.
En 2018, Fry presentó Contagion! The BBC Four Pandemic, sobre el posible impacto de una pandemia de gripe, en el que dijo «estamos a punto de simular el brote de un contagio fatal en todo el Reino Unido ... si puedo tener éxito, esto salvará vidas cuando, no si, se produzca una pandemia real». El programa utilizó Haslemere, Surrey, como el sitio de la primera infección simulada y, coincidentemente, en febrero de 2020, la ciudad vio el primer caso registrado de una persona que contrajo COVID-19 dentro del Reino Unido. Más tarde, presentó un especial único de 90 minutos del programa científico de la BBC Tomorrow's World junto a cuatro de los presentadores anteriores del programa: Peter Snow, Maggie Philbin, Howard Stableford y Judith Hann.
En 2019, Fry presentó un programa de BBC Four titulado A Day in the Life of Earth, que exploró cómo cambia la Tierra en un solo día y cómo estos cambios diarios son esenciales para la existencia humana. Presentó la edición de 2019 de las Conferencias de Navidad de la Royal Institution, titulada Secrets and Lies, sobre los números ocultos, las reglas y los patrones que controlan la vida cotidiana, siendo la cuarta matemática en impartir dichas conferencias. Fueron transmitidos por BBC Four.
Fry copresentó The Great British Intelligence Test de 2020 en BBC Two. Ha presentado otros programas para la BBC explicando las matemáticas detrás del COVID-19 y otras pandemias. Fue entrevistada invitada en The Life Scientific en BBC Radio 4 en 2021, y apareció en Have I Got News for You.
En julio de 2022, presentó el documental de BBC Two Unvaccinated, en el que investigó por qué una parte de la población británica seguía sin vacunarse contra la COVID-19. En una reseña para The Daily Telegraph, Anita Singh calificó el programa de condescendiente, comentando que el intento de Fry de explicar las estadísticas mediante una «ruleta de gominolas» trataba a las personas no vacunadas que elegían aparecer en el programa como si fueran «niños de seis años». Jack Seale escribió para The Guardian que «Fry necesita una recompensa por... un documental que exige un nivel de tolerancia casi santo solo para verlo, por no hablar de presentarlo».
Fry comenzó una serie de seis partes en 2022 en BBC Two, The Secret Genius of Modern Life, en la que investiga temas como cómo surgieron las tarjetas de crédito, su fabricación y cómo funcionan, y posibles desarrollos futuros. La BBC encargó una segunda serie de seis partes, nuevamente presentada por Fry y emitida por primera vez en noviembre de 2023. Un episodio mostró los secretos de la producción del pasaporte británico, incluida una fábrica donde se producen, y criticó las puertas electrónicas en los aeropuertos. Presentó varios episodios de The Future With Hannah Fry en Bloomberg Originals, a partir de marzo de 2023. Más tarde ese año, Radio Four comenzó a transmitir Uncharted with Hannah Fry, una serie de documentales de 15 minutos sobre gráficos.
Fry actuó como el «principal analista de números» de la cobertura de las elecciones generales del Reino Unido de 2024 de Channel 4, analizando los datos de los resultados a medida que llegaban durante la noche. Ella predijo correctamente que el Partido Laborista ganaría, pero advirtió al partido que debían «reducir sus expectativas».

### Publicaciones
Fry es autora o coautora de cuatro libros. El primero, The Mathematics of Love: Patterns, Proofs, and the Search for the Ultimate Equation (2015), incluye la «regla del 37%», una variante del problema de la secretaria según la cual aproximadamente el primer tercio de cualquier pareja potencial debería ser rechazada. El segundo, The Indisputable Existence of Santa Claus (2015), trata sobre varios temas relacionados con la Navidad y cómo las matemáticas pueden estar involucradas en ellos, incluyendo un amigo invisible justo, la decoración de árboles de Navidad, ganar al Monopoly y comparar el vocabulario del mensaje navideño de la Reina con el de las letras de Snoop Dogg. Su tercer libro es Hello World: How to be Human in the Age of the Machine (2018), que analiza el impacto de los algoritmo s que afectan las vidas. En 2021, escribió Rutherford & Fry's Complete Guide to Absolutely Everything (Abridged) con Adam Rutherford.

### Premios y honores
- 2018: Medalla Christopher Zeeman del Instituto de Matemáticas y sus Aplicaciones (IMA) y la Sociedad Matemática de Londres «por sus contribuciones a la comprensión pública de las ciencias matemáticas».[47]
- 2020: Premio Asimov, premio científico-literario organizado por el Istituto Nazionale di Fisica Nucleare (INFN) italiano y la escuela de posgrado GSSI Gran Sasso Science Institute, por Hello World.[48]
- 2020: Beca Honoraria del Instituto de Ingeniería y Tecnología (IET) en el 150 aniversario de la institución.[49]
- 2024: Premio David Attenborough de la Royal Society por su prolífica actividad de divulgación científica como principal divulgadora de las matemáticas en el país, que sigue inspirando a los jóvenes a dedicarse a las matemáticas y la física de forma divertida y emocionante.[50]

## Vida personal
Fry vive en el sur de Londres. Ella coparenta sus dos hijas con su esposo, del cual está separada.
A los 36 años le diagnosticaron cáncer de cuello uterino y se sometió a una histerectomía radical. Escribió y presentó el documental «Making Sense of Cancer with Hannah Fry» para Horizon de BBC2 sobre su tratamiento y sus efectos a largo plazo (que incluían linfedema, una condición de hinchazón crónica). La película explora las estadísticas sobre la detección de enfermedades y la toma de decisiones por parte de pacientes y médicos. Posteriormente, a Fry se le realizó una anastomosis linfaticovenular, una cirugía reconstructiva. Más tarde escribió sobre el tratamiento del cáncer que «tomamos una ruta muy arriesgada que no necesitábamos», y más espefícamente sobre la histerectomía que lamentaba no poder tener un tercer hijo.